# اسرار دکتر بلیک
اسرار دکتر بلیک (انگلیسی: The Doctor Blake Mysteries) یا اسرار بلیک یک مجموعهٔ تلویزیونی استرالیایی است که مابین سال‌های ۲۰۱۳ تا ۲۰۱۷ از شبکهٔ ای‌بی‌سی پخش شد. شبکهٔ سون نتورک در سال ۲۰۱۸ یک تله‌فیلم از این مجموعه تولید و پخش کرد.
در این سریال کریگ مک‌لاکلان در نقش دکتر لوسین بلیک ایفای نقش می‌کند، که در اواخر دهه ۱۹۵۰ به زادگاهش بلرت در شمال غربی ملبورن، بازمی‌گردد تا به‌عنوان پزشک عمومی جانشین پدر مرحومش شده و در عین حال پس از ۳۰ سال غیبت آسیب‌شناس قانونی ادارهٔ پلیس شود. پنج فصل سریال تا سال ۲۰۱۷ و یک فیلم تلویزیونی در سال ۲۰۱۸ پخش شد و تولید آن دیگر ادامه نیافت که دلیل آن تحقیقات پلیس در مورد اتهامات تجاوز جنسی بازیگر اصلی کریگ مک‌لاکلان متوقف خواهد شد.

## قسمت‌ها
| فصل     | قسمت‌ها  | قسمت‌ها  | تاریخ اصلی روی آنتن رفتن | تاریخ اصلی روی آنتن رفتن | تاریخ اصلی روی آنتن رفتن |
| فصل     | قسمت‌ها  | قسمت‌ها  | اولین بار                | آخرین بار                | شبکه                     |
| ------- | ------- | ------- | ------------------------ | ------------------------ | ------------------------ |
| ۱       | ۱۰      | ۱۰      | ۱ فوریه ۲۰۱۳             | ۵ آوریل ۲۰۱۳             | ای‌بی‌سی                   |
| ۲       | ۱۰      | ۱۰      | ۷ فوریه ۲۰۱۴             | ۱۱ آوریل ۲۰۱۴            | ای‌بی‌سی                   |
| ۳       | ۸       | ۸       | ۱۳ فوریه ۲۰۱۵            | ۳ آوریل ۲۰۱۵             | ای‌بی‌سی                   |
| ۴       | ۸       | ۸       | ۵ فوریه ۲۰۱۶             | ۲۵ مارس ۲۰۱۶             | ای‌بی‌سی                   |
| ۵       | ۸       | ۸       | ۱۷ سپتامبر ۲۰۱۷          | ۵ نوامبر ۲۰۱۷            | ای‌بی‌سی                   |
| تله‌فیلم | تله‌فیلم | تله‌فیلم | ۱۲ نوامبر ۲۰۱۷           | ۱۲ نوامبر ۲۰۱۷           | ای‌بی‌سی                   |

## نامزدی‌ها و جوایز
| سال  | جایزه      | شاخه             | نامزد         | نتیجه    |
| ---- | ---------- | ---------------- | ------------- | -------- |
| ۲۰۱۴ | جایزه لوگی | برترین بازیگر    | کریگ مک‌لاکلان | نامزدشده |
| ۲۰۱۵ | جایزه لوگی | محبوب‌ترین بازیگر | کریگ مک‌لاکلان | نامزدشده |
| ۲۰۱۶ | جایزه لوگی | بهترین بازیگر    | کریگ مک‌لاکلان | نامزدشده |